# Цигаль Олександр Володимирович
Олекса́ндр Володи́мирович Цига́ль (* 21 червня 1948, Москва) — російський скульптор. Член Спілки художників СРСР (від 1976 року). Член Спілки журналістів Росії (від 1999 року). Член-кореспондент Російської академії мистецтв. Заслужений художник Росії.

## Біографічні відомості
Син скульптора Володимира Цигаля.
1972 року закінчив Московське вище художньо-промислове училище (колишнє Строгановське).
У 1982—1986 роках у складі творчого колективу працював над спорудженням пам'ятника Перемоги на Поклонній горі.
Дружина Ірина Аркадіївна — редактор, перекладач. Донька Марія (1972) — дизайнер, модельєр, фотохудожник.